# Hollywood Hills

Das berühmte Hollywood Sign ist Wahrzeichen der Hollywood Hills

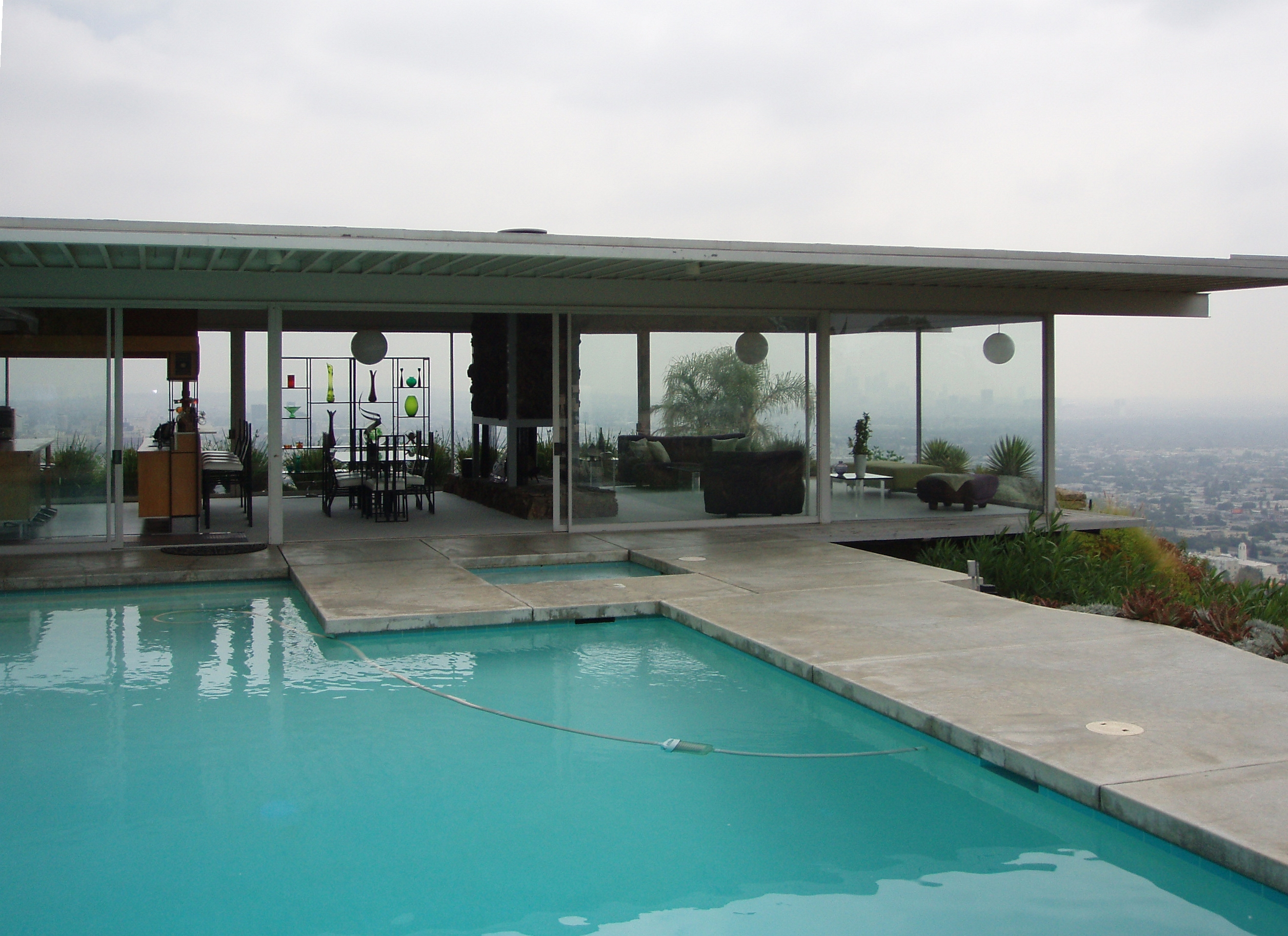
Stahl House, eine Villa in den Hollywood Hills mit Blick über Los Angeles

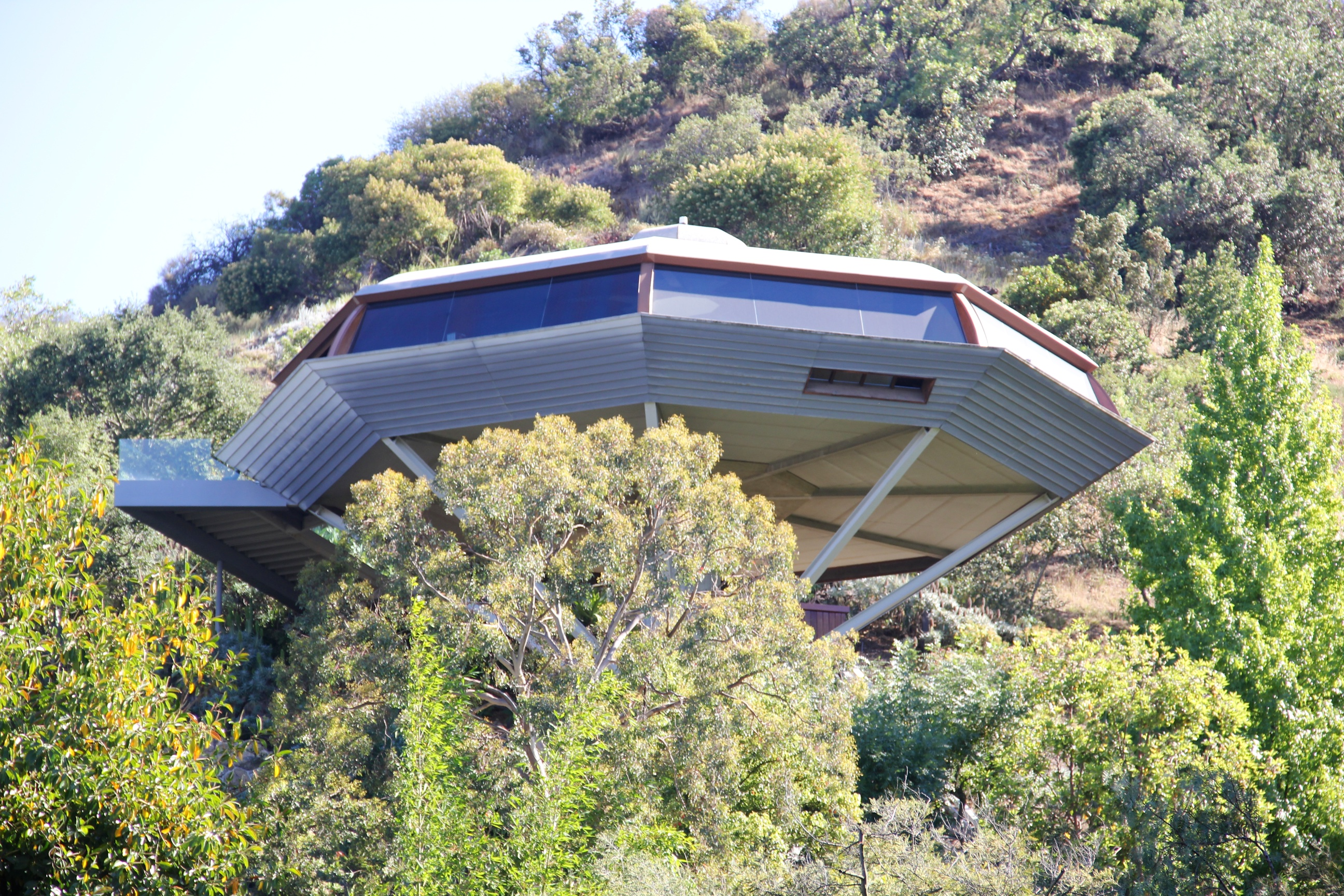
Chemosphere, erbaut 1960 von John Lautner.

Die Hollywood Hills sind eine Hügelkette und das nach ihr benannte Villenviertel im District Hollywood oberhalb der Stadt Los Angeles im US-Bundesstaat Kalifornien. Sie sind der östlichste Teil der Santa Monica Mountains, westlich benachbart ist Beverly Crest.
Die Grenzen des Stadtviertels Hollywood Hills innerhalb des gesetzlich definierten Bezirks Hollywood sind wie alle Viertel von Los Angeles inoffiziell, da es keine durch die Stadtverwaltung festgelegten Abgrenzungen gibt. Die ab 1999 eingeführten Neighborhood Councils decken nicht das ganze Stadtgebiet ab.
Als Grenzen des Stadtviertels Hollywood Hills gelten im Norden der Kamm der Santa Monica Mountains, der das Los-Angeles-Becken vom San Fernando Valley abgrenzt. Im Nordwesten verläuft der Mulholland Drive großteils auf oder nahe dem Kamm. Im Westen gelten verschiedene Straßenzüge in den Hügeln als Grenze zu den Beverly Crests, genannt werden von Ost nach West der Laurel Canyon Boulevard, der Sunset Plaza Drive, der Lorna Vista Drive oder die Exklave von Beverly Hills am Franklin Reservoir noch jenseits des Coldwater Canyon Drive. Im Süden werden die Hollywood Hills zu den Stadtvierteln mit dem für Los Angeles typischen Straßenraster abgegrenzt, die Grenzlinie verläuft dann von West nach Ost auf dem Sunset Boulevard, dem Hollywood Boulevard und der Franklin Avenue. Im Osten dienen die Universal Studios Hollywood und der Griffith Park als Nordgrenze, im Südosten reicht das Viertel bis zum Fern Dell Drive. Die Los Angeles Times unterteilt die Hollywood Hills für interne Zwecke in einen Ost- und einen Westteil und zieht die Grenze am Laurel Canyon Drive. Das Viertel wird durch den U.S. Highway 101 über den Cahuenga Pass, der hier Hollywood Freeway heißt, erschlossen und zugleich geteilt.
Das Villenviertel und seine zum Teil spektakulären Bauten sind Schauplatz unzähliger Filme und Bücher. Berühmt ist der Mulholland Drive, der den Gipfelbereich im westlichen Teil des Viertels erschließt. Das Viertel hat einen für den Großraum Los Angeles weit überdurchschnittlichen Grünanteil. Dazu trägt im westlichen Teil das Santa Monica Mountains National Recreation Area maßgeblich bei. Der östliche Teil wird durch den größten städtischen Park, den Griffith Park begrenzt. Im Ostteil steht in den Hügeln auch das berühmte Hollywood Sign. Dazwischen liegt der Stausee Hollywood Reservoir, der 1924 zur Trinkwasserversorgung der Stadt angelegt wurde und heute ein Naherholungsgebiet ist. Im Süden des Gebietes liegt am Fuß der Hügel die Hollywood Bowl, eine Freiluftbühne, auf dem Musik- und andere Veranstaltungen stattfinden.
Im gleichnamigen Lied Hollywood Hills der Gruppe Sunrise Avenue aus dem Jahr 2011 wird das Villenviertel besungen:

“Cause this is the end of the rainbow
where no one can be too sad”

Der Text nimmt dabei Bezug auf die ursprünglich keltische Legende vom Goldschatz am Ende eines Regenbogens und stellt das Viertel als Ort von Reichtum und Glück dar.